# Francesca Donato
Pour les articles homonymes, voir Donato.
Francesca Donato, née le 25 août 1969 à Ancône, est une femme politique italienne, députée européenne depuis 2019.
Elle est membre de la Ligue du Nord de 2014 jusqu'au 21 septembre 2021 qu'elle décide de quitter après que ce dernier a soutenu une série de mesures COVID-19, y compris la décision rendant le pass sanitaire obligatoire pour tous les travailleurs.
Le 25 mai 2024, le mari de la députée européenne Francesca Donato, Angelo Onorato, a été retrouvé mort dans sa voiture à Palerme.